# كأس إسكتلندا 1987–88
كأس اسكتلندا 1987–88 (بالإنجليزية: 1987–88 Scottish Cup)‏ هو موسم من كأس اسكتلندا. فاز فيه نادي سلتيك.